# ĐN-2000
ĐN-2000 (hay DN2000) là một lớp tàu tuần tra của Cảnh sát biển Việt Nam và Kiểm Ngư Việt Nam. Chữ ĐN chỉ đây là loại tàu tuần tra đa năng, còn 2000 chỉ lớp tàu theo lượng giãn nước. ĐN-2000 có lượng giãn nước tối đa là 2771 tấn.
Tàu do Việt Nam chế tạo trên cơ sở thiết kế lớp tàu OPV-9014 mua của hãng đóng tàu Damen (Hà Lan). Các tàu ĐN-2000 dài 90,5m, rộng 14m và độ cao mạn tàu là 7 m. Tốc độ tối đa là 21 hải lý/giờ và tầm hoạt động là 5000 hải lý thời gian hoạt động liên tục trên biển là 40 ngày đêm. Tàu có thể mang theo máy bay trực thăng và xuồng cứu hộ. Cảnh sát Biển Việt Nam dự định sử dụng các tàu ĐN-2000 vào công tác tuần tra biển và cứu hộ. Kíp tàu 30 người, kíp cứu nạn 40 người. Tàu có thể tham gia cứu hộ cứu nạn với sức chứa 120 người ăn, ngủ và kéo được tàu có lượng giãn nước 2.200 tấn.
Trang bị vũ khí gồm 2 pháo 23 mm và 2 súng 14,5 mm cùng trang thiết bị y tế, lai dắt, hậu cần... Ngoài ra, tàu 8004 còn có hai súng cứu hỏa bắn xa 150-200 mét và phun 6,6 m3/phút để dập lửa trên biển. Hệ thống kính của tàu 8004 có khả năng chống và hạn chế tối đa vòi rồng phun vào.
Tàu còn có 2 xuồng cứu sinh xuyên lửa cao tốc, chịu được nhiệt độ cao và sóng ở cấp 12, chạy bằng pin năng lượng mặt trời, mỗi chiếc có thể chở tối đa 37 người. Khi có sự cố, theo tác rất đơn giản, chỉ cần giật dây, hai xuồng cứu hộ sẽ tự trượt xuống. Bên cạnh đó, tàu còn được trang bị hệ thống thông tin liên lạc hiện đại nhất. Mọi hoạt động của tàu đều được điều khiển bằng hệ thống máy tính. Tàu có hệ thống nhận dạng các tàu trong và ngoài nước đăng ký hoạt động ở vùng biển Việt Nam. Một số phiên bản có thêm sàn đáp trực thăng, đã được thử nghiệm với trực thăng EC155 B1.
Một số nhiệm vụ nổi bật của tàu là tuần tra liên hợp nghề cá Vịnh Bắc bộ Việt Nam – Trung Quốc; đưa đoàn công tác của Bộ Quốc phòng, các bộ, ban ngành cơ quan liên quan đi thăm quân, dân các đảo, nhà giàn, khu vực Trường Sa, DK 1 và thực hiện các hoạt động đối ngoại khác của Cảnh sát biển.
Chiếc đầu tiên thuộc lớp ĐN-2000 được hạ thủy ngày 23/10/2012, được cho chạy thử và hiệu chỉnh, đến cuối năm 2013 được đưa vào biên chế chính thức. Tàu này mang số hiệu CSB 8001. CSB là viết tắt của Cảnh sát biển.
Ngày 4/10/2014 tại TP.Đà Nẵng, Tổng công ty Sông Thu, Tổng cục Công nghiệp Quốc phòng đã tổ chức lễ hạ thủy tàu CSB 8002.
Ngày 27/11/2015, Nhà máy Z189, Tổng cục Công nghiệp Quốc phòng, Bộ Quốc phòng (Hải Phòng) vừa tổ chức lễ hạ thủy tàu mang số hiệu CSB 8004.
Ngoài CSBVN, Kiểm ngư Việt Nam cũng được biên chế 4 tàu thuộc kiểu KN-2011 vốn là biến thể của ĐN-2000 nhưng mang thiết kế mũi lưỡi rìu giúp thuận tiện hơn trong việc rẽ sóng và được trang bị thêm hangar trực thăng. Các tàu này hứa hẹn sẽ trở thành lực lượng nòng cốt của lực lượng chấp pháp Việt Nam trong công cuộc giữ gìn biển đảo của dân tộc.

## Danh sách các tàu trong biên chế
| Phiên hiệu                        | Biến thể                          | Ngày hạ thủy                      | Vùng biên chế                     |
| Bộ Tư lệnh Cảnh sát biển Việt Nam | Bộ Tư lệnh Cảnh sát biển Việt Nam | Bộ Tư lệnh Cảnh sát biển Việt Nam | Bộ Tư lệnh Cảnh sát biển Việt Nam |
| --------------------------------- | --------------------------------- | --------------------------------- | --------------------------------- |
| CSB 8001                          | ĐN-2000                           | 23.10.2012                        | Vùng 3 CSBVN                      |
| CSB 8002                          | ĐN-2000                           | 04.10.2014                        | Vùng 2 CSBVN                      |
| CSB 8004                          | ĐN-2000                           | 27.11.2015                        | Vùng 1 CSBVN                      |
| CSB 8005                          | ĐN-2000                           | 30.11.2015                        | Vùng 3 CSBVN                      |
| Cục Kiểm ngư Việt Nam             |                                   |                                   |                                   |
| KN-290                            | KN-2011                           | 30.06.2014                        | Chi đội KN số 2                   |
| KN-390                            | KN-2011                           | 14.10.2016                        | Chi đội KN số 3                   |
| KN-490                            | KN-2011                           | 30.07.2014                        | Chi đội KN số 4                   |
| KN-491                            | KN-2011                           | 28.06.2016                        | Chi đội KN số 4                   |